# Adolphe Possien
Adolphe Possien, né le 23 mars 1861 à Compiègne et mort le 4 juillet 1906 à Paris, est un journaliste français.

## Biographie
Fils de Marie-Antoinette-Nésidas Collon et de Hildevert-Soulange Possien, professeur, Léonce-Alfred-Soulange Possien, dit Adolphe Possien, commence sa carrière de journaliste à Paris dans les années 1880. En 1888, il intègre la nouvelle rédaction de L'Écho de Paris. Au début des années 1890, il travaille pour L'Estafette, Le Matin et Le Quotidien illustré.
Entre 1895 et 1898, Possien est l'un des principaux collaborateurs du Jour d'André Vervoort. En 1896, il mène une enquête sur l'affaire Dreyfus. Renseigné par le commandant Forzinetti, il relève plusieurs éléments remettant sérieusement en question la culpabilité d'Alfred Dreyfus. Le 11 septembre, il publie dans le Jour une partie de ses découvertes et annonce d'autres articles sur le sujet. Or, l'administrateur du journal, Ernest Vaughan, ordonne l'arrêt immédiat de cette campagne car il pense qu'elle a été payée (Vervoort aurait en effet démarché en ce sens le grand rabbin Kahn). Possien tente alors de vendre ses articles à un autre journal. Inquiet, le général de Boisdeffre, chef d’État-major, fait acheter son silence pour 300 francs.
La publication du Jour ayant cessé en 1898, Possien est recruté par Henri Rochefort à l'Intransigeant, quotidien antidreyfusard où il a pour collègues Alphonse-Henri Montégut et Daniel Cloutier. Trois jours après la mort de Cloutier, survenue le 10 décembre 1902, Possien et Montégut assistent à ses obsèques religieuses, ce qui leur vaut d'être renvoyés par Rochefort au nom de la tradition anticléricale du journal.
Possien entre par conséquent dès le 1er janvier suivant à la Patrie et à La Presse, journaux nationalistes dirigés par Émile Massard. Comme ce dernier, Possien est membre de la Ligue des patriotes.
Malade pendant plusieurs mois, il est hospitalisé à Notre-Dame de Bon-Secours, rue des Plantes, où il meurt le 4 juillet 1906, à l'âge de 45 ans. Il est inhumé le surlendemain au cimetière du Grand-Montrouge après des obsèques religieuses célébrées en l'église Saint-Pierre-de-Montrouge. Des discours sont prononcés sur sa tombe par Massard et Marcel Habert.